# 丙二酸二甲酯
丙二酸二甲酯（Dimethyl malonate）是由丙二酸与甲醇的酯化反应得到的二酯，在有机合成上作为巴比妥酸的前体。

## 合成
丙二酸二甲酯可由甲缩醛与CO反应制得：
{\displaystyle \mathrm {H_{2}C(OCH_{3})_{2}+2\ CO\longrightarrow CH_{2}(CO_{2}CH_{3})_{2}} }